# Wang Fuzhi
Wang Fuzhi (王夫之S, Wáng FūzhīP, Wang Fu-chihW; Hengyang, 7 ottobre 1619 – 18 febbraio 1692) è stato un filosofo cinese della dinastia Ming.

## Biografia
Nel 1642 superò gli esami di servizio civile a livello provinciale. Due anni dopo, con la caduta della dinastia Ming, partecipò alla lotta di resistenza antimanciuriana.
Nel 1651 si ritirò nelle montagne dello Hunan, dove si dedicò agli studi. Eminente neoconfuciano ed eclettico, gli si attribuiscono circa 100 opere, di cui solo 70 sono sopravvissute. I suoi scritti, che comprendono commenti filosofici, antologie poetiche e scritti storico-sociali, vennero pubblicati per la prima volta a partire dalla metà del XIX secolo.
La Repubblica Popolare Cinese lo considera un "proto-materialista" e un "proto-nazionalista". Wang Fuzhi sviluppò ulteriormente la cosmogonia di Zhang Zai e postulò il primato della "sostanza cosmica" (qi) sul "principio" (li). Si occupò di cosmologia evoluzionista e filosofia della storia.